# Wielka Wołowa Szczerbina
Wielka Wołowa Szczerbina (słow. Veľká volia štrbina, 2340 m) – przełączka w Wołowym Grzbiecie w Tatrach Wysokich na granicy polsko-słowackiej. Znajduje się w głównej grani Tatr pomiędzy Rogatą Turniczką (Rohatá vežička, 2364 m) na północnym zachodzie a Wołową Turnią (Volia veža, 2374 m) na południowym wschodzie.
Przełączka ma dwa wyraźne siodełka, między którymi tkwi kilkunastometrowy ząb skalny. Niższe jest siodełko południowo-wschodnie. Na południową, słowacką stronę do Wołowej Kotlinki opada z przełączki szeroki górą, dołem zwężający się, kruchy i głęboko wcięty żleb. Górna część żlebu dzieli się na dwie odnogi, dolna składa się z dwóch gładkich rynien. Jego orograficznie lewe ograniczenie tworzą ściany południowo-zachodniego filara Wołowej Turni, z prawej trony jest to żebro Rogatej Turniczki. Na północną, polską stronę z przełączki opada potężny Komin Stanisławskiego.
Wielka Wołowa Szczerbina znajduje się na najłatwiejszej drodze na Wołową Turnię. Na samą przełęcz najprościej jest dostać się z Wołowcowej Równi w Dolinie Mięguszowieckiej, od południowego zachodu.

## Taternictwo
Niektóre wejścia na Wielką Wołową Szczerbinę są łatwe, jednak jest to dla turystów teren zamknięty. Mogą natomiast uprawiać tutaj wspinaczkę taternicy.
Pierwsze wejścia
- letnie – Katherine Bröske i Simon Häberlein, 11 września 1905 r. podczas przejścia grani Wołowego Grzbietu,
- zimowe – Alfréd Grósz, 5 kwietnia 1913 r.[5]

Drogi wspinaczkowe
1. Od północy przez depresję Wielkiej Rogatej Szczerbiny; I w skali UIAA, czas przejścia od Zachodu Grońskiego 30 min,
2. Od północy przez żebro Rogatej Turniczki; II, od Zachodu Grońskiego 30 min,
3. Północno-wschodnim kominem; V, od drogi Stanisławskiego 3 godz.,
4. Południowym żlebem; 0+, od wylotu żlebu 30 min,
5. Z Wołowcowej Równi; 0, 30 min[4].

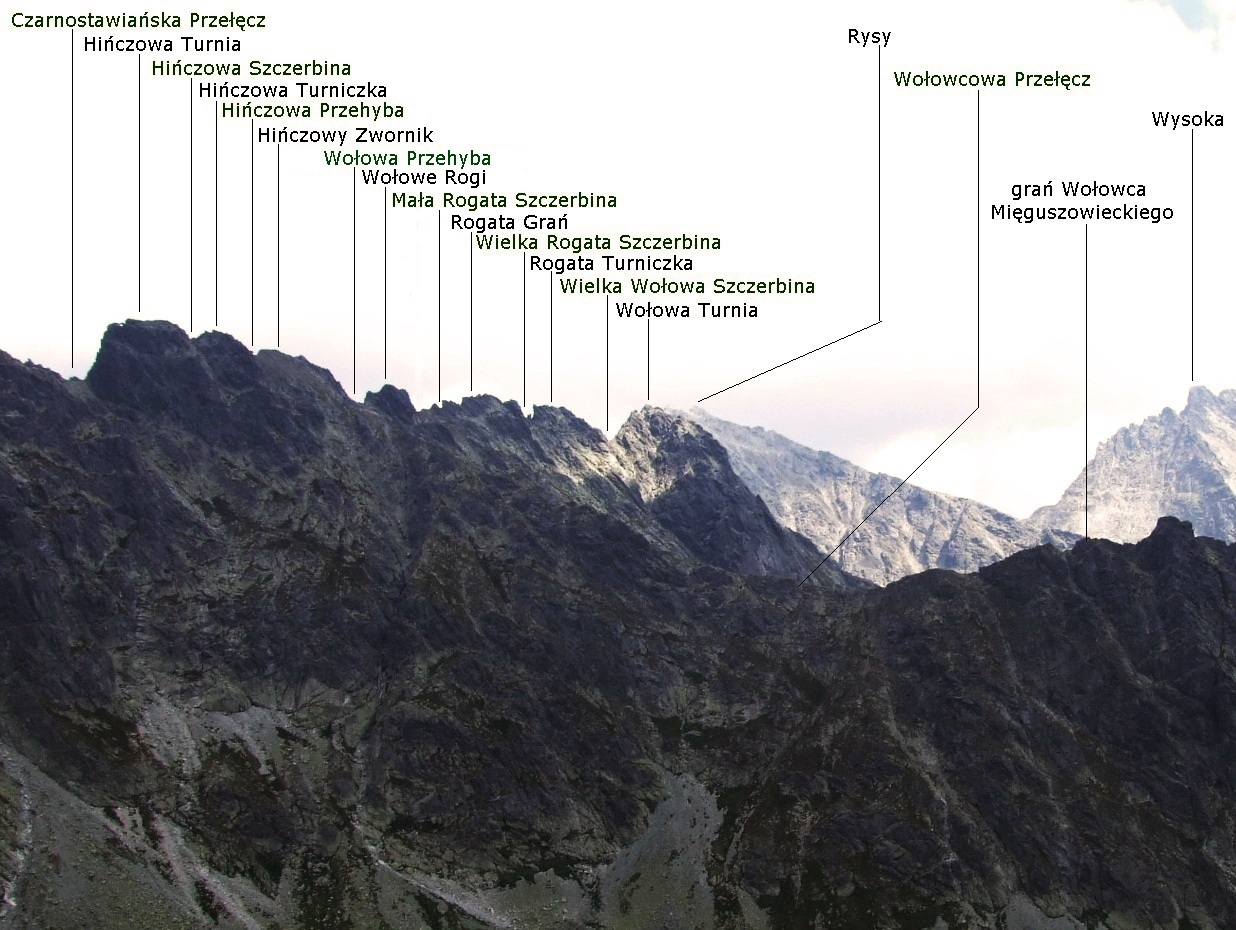
Widok z Wyżniej Koprowej Przełęczy
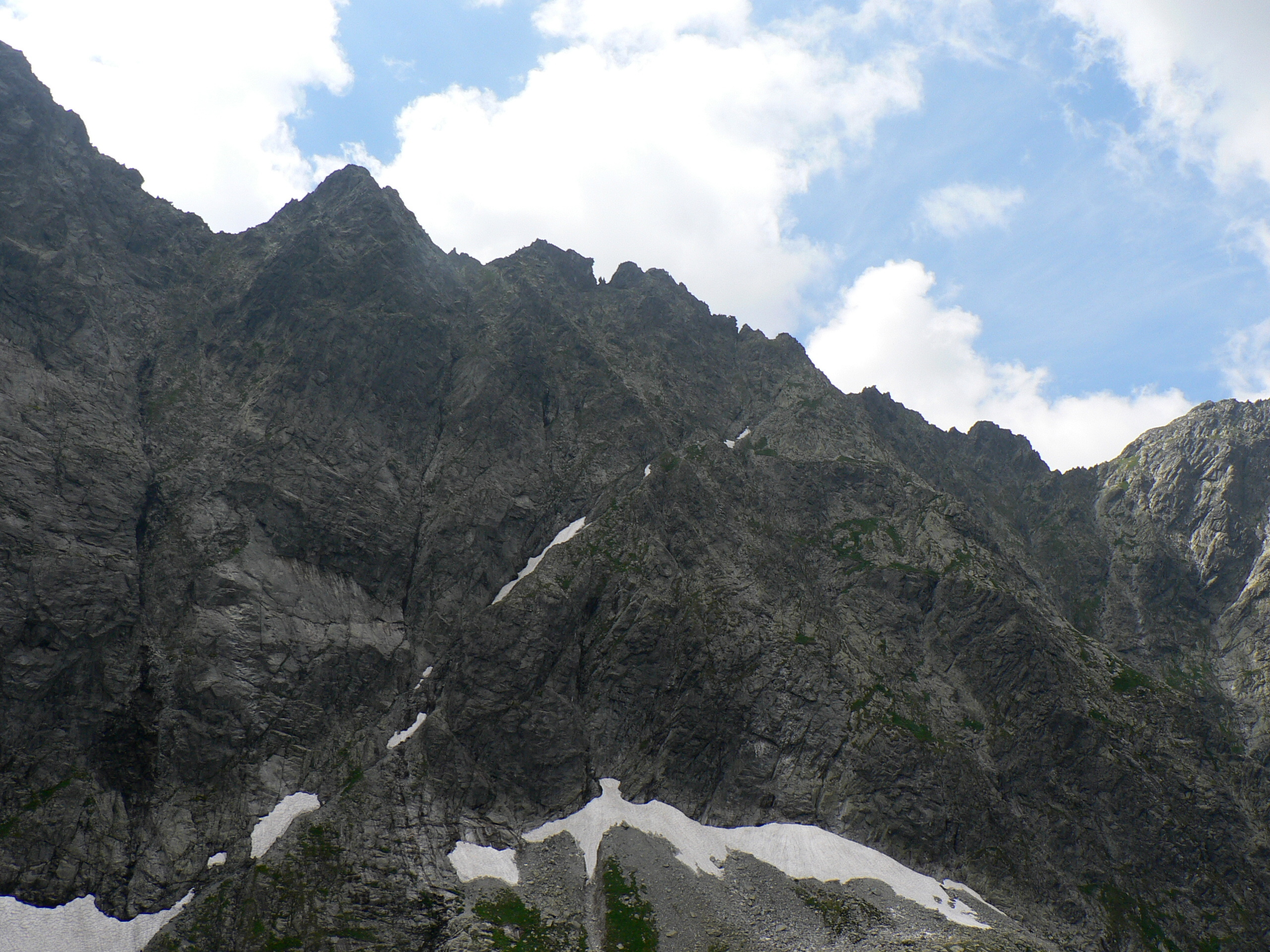
Wielka Wołowa Szczerbina druga od lewej – widok z Buli pod Rysami
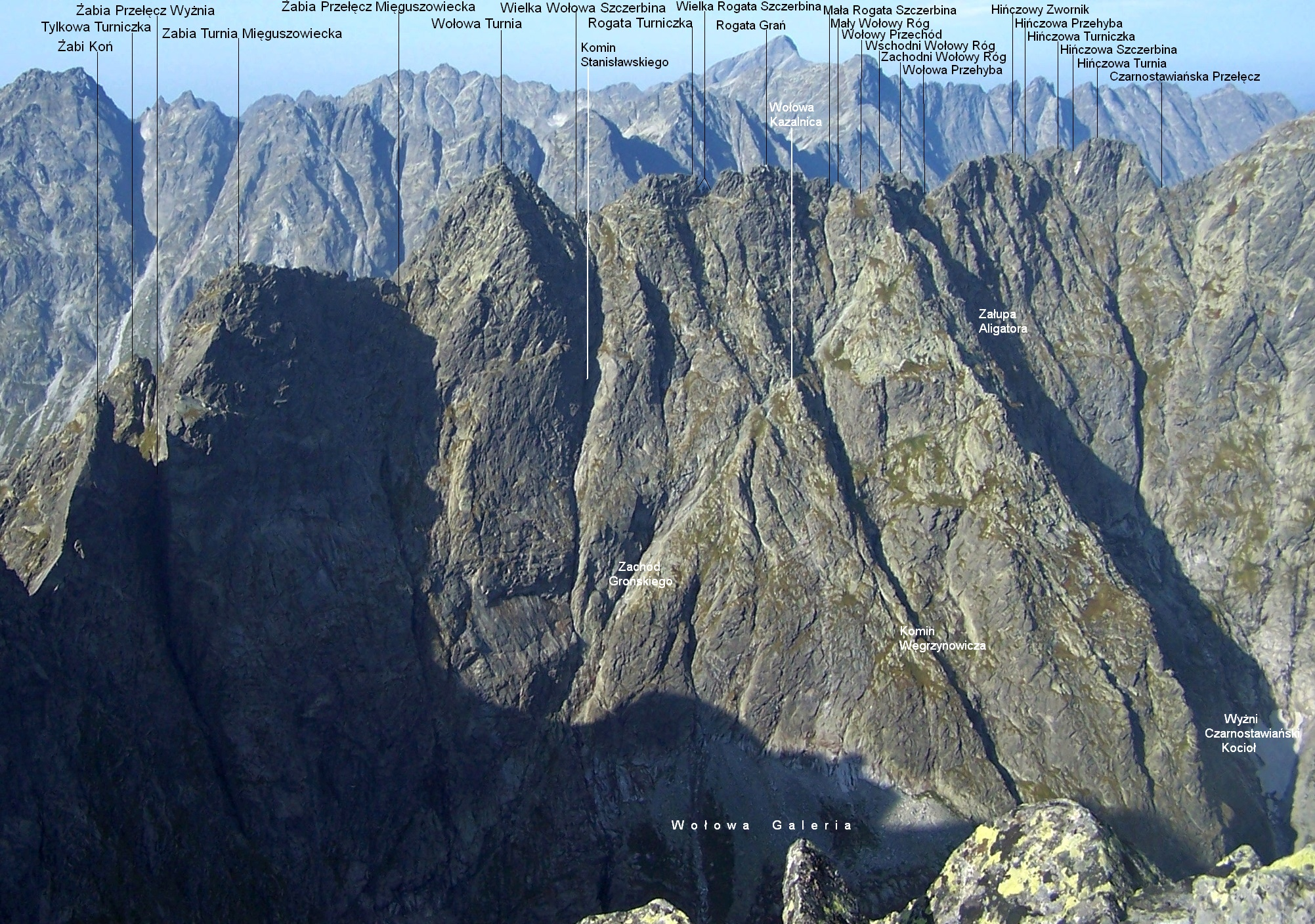
Widok z Niżnich Rysów